# Washington (Virginie-Occidentale)
Pour les articles homonymes, voir Washington.
Washington est une census-designated place (CDP) dans le comté de Wood en Virginie Occidentale.
Sa population était de 1 175 habitants en 2010.